# Marie Bjerre
Pour les articles homonymes, voir Bjerre.
Marie Bjerre, née le 6 mai 1986 à Viborg (Danemark), est une femme politique danoise, membre de Venstre. Elle est ministre des Affaires européennes depuis 2024.

## Biographie
Marie Bjerre étudie les mathématiques à l'école cathédrale de Viborg, avant d'entamer des études de droit à l'université de Copenhague, dont elle est diplômée en 2011. De 2010 à 2012, elle est assistante politique pour le député européen libéral Jens Rohde. Elle devient ensuite avocate à Aarhus jusqu'en 2016, année où elle obtient un second master en droit, cette fois-ci à l'université de Californie à Berkeley. Elle devient alors avocate à Aalborg.
Elle est engagée au sein du parti Venstre, et dirige notamment la section locale de son mouvement de jeunesse de Viborg entre 2004 et 2005. En mars 2016, elle est investie candidate du parti aux élections législatives. Elle est élue députée au Folketing lors des élections législatives de juin 2019. Lors de son premier mandat, elle est la porte-parole de son groupe parlementaire sur plusieurs thématiques, d'abord sur l'emploi et les affaires sociales, puis sur les questions de climat après la démission du député Tommy Ahlers.
Elle est réélue pour un second mandat lors des élections législatives anticipées du 1er novembre 2022. Le 15 décembre, quand son parti conclut un accord de coalition avec les sociaux-démocrates et les Modérés, elle est nommée à la tête du nouveau ministère de la Numérisation et ministre de l'Égalité dans le gouvernement de Mette Frederiksen.
Le 19 novembre 2023, un sondage montre qu'elle reste inconnue de 63 % des Danois. Quatre jours plus tard, elle est remplacée par Mia Wagner à l'occasion d'un remaniement ministériel concernant les seuls ministres de Venstre, décidé par le nouveau président du parti Troels Lund Poulsen. Elle devient alors la porte-parole de son groupe parlementaire pour les questions de finance. Le 7 décembre, quand Wagner démissionne de son ministère après deux semaines en fonction, Bjerre est réintégrée au gouvernement.
En mai 2024, elle conclut avec la ministre de la Santé, Sophie Løhde, les partis de la majorité et quatre partis d'opposition un accord pour étendre le droit à l'avortement au Danemark. L'accord prévoit principalement d'allonger de douze à dix-huit semaines de grossesse le délai légal de recours à l'avortement, et de permettre aux mineures de 15 à 17 ans d’avorter sans consentement parental.
Le 14 août 2024, elle publie une tribune dans le Jyllands-Posten, où elle qualifie de « problématique » le changement de sexe légal, tout en précisant ne pas vouloir faire évoluer la législation à ce sujet. Ces propos suscitent de fortes critiques, notamment de la part de la présidente de LGBT+ Danmark, la principale organisation danoise de défense des droits de la communauté LGBT.
Le 29 août 2024, elle est nommée ministre des Affaires européennes à l'occasion d'un remaniement ministériel. Sa nomination marque le retour d'un ministère consacré aux questions européennes, alors disparu depuis 2014. Elle est alors notamment en charge de la préparation de la présidence danoise du Conseil de l'Union européenne à partir du 1er juillet 2025.